# Mohamed Doumbia
Mohamed Doumbia (* 25. prosince 1998 Abidžan) je profesionální fotbalista z Pobřeží slonoviny, který hraje na pozici středního záložníka za český klub FC Slovan Liberec.

## Klubová kariéra
Svou mládežnickou kariéru zahájil v klubu Majestic FC v Pobřeží slonoviny. V lednu 2017 se přesunul do Finska, kde podepsal roční smlouvu s klubem Ekenäs IF; v klubu debutoval 6. května 2017 při domácí prohře 0:2 s FF Jaro.
V prosinci 2017 podepsal smlouvu s českým prvoligovým klubem FK Dukla Praha. V základní sestavě se začal pravidelně objevovat po příchodu trenéra Romana Skuhravého v září 2018, který si pochvaloval Doumbiův taktický přehled.
Po čtyřech letech strávených v Dukle přestoupil Doumbia v únoru 2022 do Slovanu Liberec, kde podepsal smlouvu do června 2024.